# Sam Steele

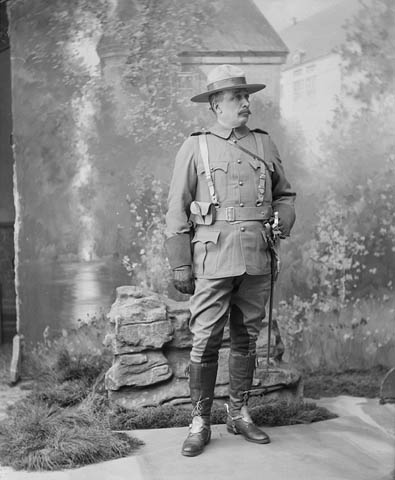
Samuel Benfield Steele

Samuel Benfield Steele (ur. 5 stycznia 1849, zm. 30 stycznia 1919) – kanadyjski żołnierz i policjant, jeden z pierwszych dowódców Kanadyjskiej Królewskiej Policji Konnej oraz twórca jej legendy.
Samuel Steele urodził się w Medonte w Górnej Kanadzie. Początkowo kształcony przez domowego nauczyciela, potem uczęszczał do prywatnej szkoły w Orillii. Dołączył do kanadyjskiej milicji i w 1866 uczestniczył w walkach z fenianistami. W 1870 brał udział w ekspedycji pułkownika Garneta Wolseya do Kolonia nad Rzeka Czerwona. W 1871 powrócił do Ontario i wstąpił do szkoły artylerii w Kingston. W 1872 przez rok zajęty był organizacją garnizonu w Toronto. W 1873 na krótko powrócił do Kingston w roli instruktora. Tego samego roku, na wieść o tworzeniu Północno-Zachodniej Policji Konnej, złożył prośbę o służbowe przeniesienie do nowej formacji, na którą otrzymał zgodę. W 1874 został wysłany z jednym z pierwszych oddziałów na zachód. Brał udział w wielu akcjach policji. Jednym z najciekawszych zadań był udział w negocjacjach pomiędzy indiańskim wodzem Siedzącym Bykiem, a amerykańskim generałem Alfredem Terrym. W 1878 Steele został komendantem fortu Qu’Appelle w dzisiejszym Saskatchewan.
Pierwszym znacznym zadaniem, które przyniosło mu uznanie władz, było uczestnictwo w pracach nad budową Kolei Transkanadyjskiej. Początkowo należało do niego rozstrzyganie sporów terytorialnych pomiędzy Canadian Pacific Railway a osadnikami, nielicznymi zresztą. Z czasem zakres jego kompetencji objął cały nadzór policyjny i dbałość o bezpieczeństwo przedsięwzięcia. Działał także jako mediator lub sprawował arbitraż w sporach pomiędzy kompanią budującą linię kolejową a jej pracownikami, ścigał wykroczenia i przestępstwa, w szczególności hazard i nielegalny handel alkoholem w obozach robotniczych. Brał udział w tworzeniu kwatery głównej policji w Reginie. W 1855 awansował na stanowisko superintendenta.
W 1898 Steele został wysłany do Dystryktu Jukon by zorganizować nadzór policyjny w czasie gorączki złota w Klondike. Jako że był tam jedynym przedstawicielem władz Kanady, sprawował praktycznie jedynowładztwo. Zasługą Steele’a, było utrzymanie Jukonu w Kanadzie. Oprócz działań czysto policyjnych stworzył podwaliny administracji, systemu podatkowego, służby zdrowia, transportu itd. Wielki sukces w utrzymaniu porządku w Klondike stworzył legendę RCMP.
W chwili wybuchu wojny burskiej Steele opuścił szeregi RCMP i powrócił do służby wojskowej jako jeden z kanadyjskich ochotników. Został dowódcą regimentu kawalerii Armii Brytyjskiej – Lord Strathcona’s Horse, złożonego z kanadyjskich ochotników. W czasie wojny dał się poznać jako dzielny żołnierz i znakomity dowódca. Na początku roku 1901 wrócił ze swoim oddziałem do Kanady, lecz już w czerwcu powrócił do Południowej Afryki, by objąć stanowisko w South African Constabulary (SAC), organizującą administrację w kolonii. Do Kanady powrócił w 1907 ponownie obejmując dowództwo nad stacjonującym w Winnipeg pułkiem jazdy, którym w czasie wojny dowodził. Zajmował się pracą administracyjną i zaczął spisywać swoje wspomnienia.
W chwili wybuchu I wojny światowej Steele ponownie zgłosił się jako ochotnik. Jego oferta została jednak odrzucona ze względu na wiek. Miał już wtedy 65 lat. Ostatecznie na krótko został dowódcą Drugiej Kanadyjskiej Dywizji, walczącej we Francji. Później przeniesiony do prac administracyjnych, obejmując pozycję komendanta dystryktu południowo-wschodniego. Wkrótce potem Steele został rekomendowany przez ministra wojny na stanowisko głównodowodzącego wszystkimi siłami kanadyjskimi w Europie. Nominacja ta jednak napotkała na opór, gdyż w Europie znajdowali się dwaj kanadyjscy generałowie, starsi od Steele’a stopniem, choć ubożsi w wojenne doświadczenia. Ostatecznie pokonano te przeszkody i Steele został wodzem naczelnym. Pozostał dowódcą nawet gdy oficjalnie go odwołano ze stanowiska i nakazano powrót do Kanady, gdzie miał objąć kierownictwo komisji uzupełnień. Dowództwa zrzekł się dopiero 15 lipca 1918 odchodząc na emeryturę. W czasie swego pobytu w Anglii, otrzymał tytuł szlachecki. Ciągle przebywając w Londynie stał się ofiarą epidemii grypy. Zmarł w styczniu 1919. Jego ciało zostało przewiezione do Kanady i pochowane w Winnipeg.